# Беликов, Анатолий Кириллович
Анатолий Кириллович Беликов — советский хозяйственный, государственный и политический деятель.

## Биография
Родился в 1939 году в селе Гришино. Член ВКП(б) с 1963 года.
С 1957 года — на хозяйственной, общественной и политической работе. В 1957—1993 гг. — арматурщик,
бетонщик в СУ-3 треста «Красноармейскжилстрой», на различных инженерно-технических должностях на шахте «Селидовская-Южная» комбината «Донецкуголь», в Советской Армии, заведующий организационным отделом Селидовского горкома компартии Украины, директор шахты «Селидовская» и шахтуправления «Новоградовское» комбината «Красногвардейскуголь», директор по производству Красноармейского производственного объединения по добыче угля, генеральный директор объединения «Воркутауголь», управляющий объединением «Артикуголь».
Избирался депутатом Верховного Совета РСФСР 11-го созыва.
Умер в 1993 году в Москве.